# Walter von Brunn

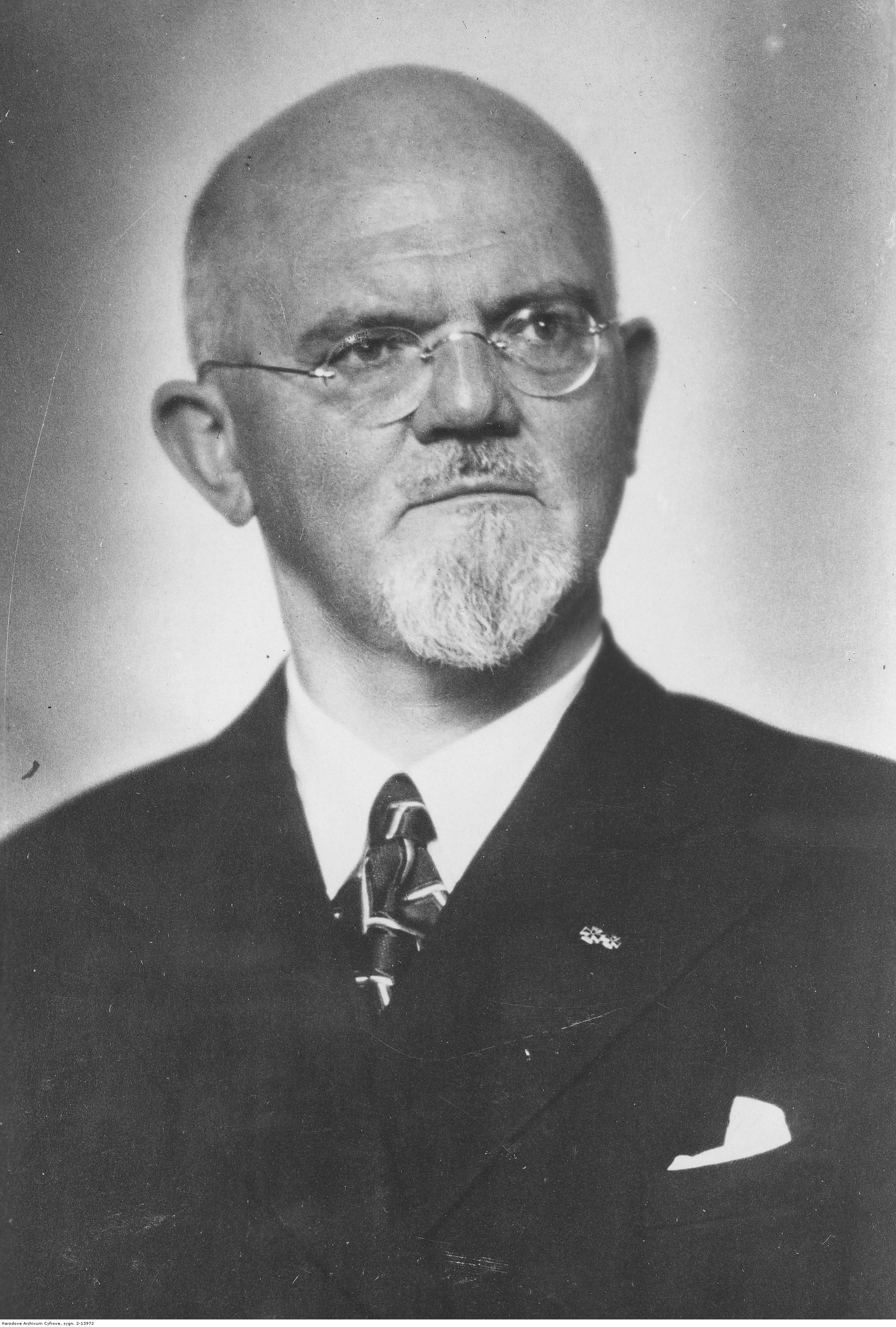
Walter von Brunn

Walter Albert Ferdinand von Brunn (geboren am 2. September 1876 in Göttingen; gestorben am 21. Dezember 1952 in Leipzig) war ein deutscher Chirurg, Schulhygieniker und Medizinhistoriker.

## Leben
Die Vorfahren entstammen der briefadeligen Familie von Brunn, Nobilitierung 1853 im Fürstentum Anhalt-Köthen, für den Arzt Wilhelm Johann Brunn. Walter war ein Sohn des Göttinger Anatomieprofessors Ferdinand (Albert Wilhelm) von Brunn (1849–1895) und dessen Ehefrau Fanny von Brunn, geborene Stelzner, studierte von 1894 bis 1899 Medizin an den Universitäten Göttingen und Rostock. Seit 1895 gehörte er der schwarzen Verbindung Frisia (seit 1913 Burschenschaft Frisia Göttingen) an. Bei Carl Garrè wurde er 1899 mit der Arbeit Ein Beitrag zur Kenntnis von den ersten Resorptionsvorgängen in Rostock promoviert. Im Anschluss war er bis 1900 Assistent am Anatomischen Institut der Universität Greifswald, dann kurzfristig Volontärassistent am Hygienisch-Bakteriologischen und Pathologisch-Anatomischen Institut der Universität Göttingen. Noch im Jahr 1900 wechselte er als Assistenzarzt an die Universitätsklinik Berlin, 1903 schließlich als Assistent an die Universitätsklinik in Marburg.
Als Facharzt für Chirurgie kehrte von Brunn 1905 an eine Privatklinik nach Rostock zurück. Während des Ersten Weltkriegs, in dem er zum Chefarzt und zum Kommandeur einer Sanitätskompanie aufstieg, verlor er infolge einer Sepsis seinen rechten Arm, was die weitere Tätigkeit als Chirurg unmöglich machte.
Walter von Brunn wechselte nun ins Fach Geschichte der Medizin und wurde 1919 bei Karl Sudhoff, dem bedeutendsten Medizinhistoriker seiner Zeit, mit der Arbeit Die Stellung des Guy de Chauliac in der Chirurgie des Mittelalters in Rostock habilitiert. Von 1920 bis 1934 war er hauptamtlicher Stadtschularzt an der Hochschule für Lehrerbildung in Rostock, wo er zugleich bis 1924 als Privatdozent, dann bis 1934 als außerordentlicher Professor wirkte. 1934 erfolgte die Berufung an das von Karl Sudhoff gegründete Institut für Medizingeschichte auf den Lehrstuhl für Geschichte der Medizin der Universität Leipzig, den er als Nachfolger von Henry E. Sigerist bis zu seinem Tod 1952 innehatte. Zugleich war er von 1934 bis 1950 Direktor des Karl-Sudhoff-Instituts für Geschichte der Medizin und der Naturwissenschaften in Leipzig, das auf eine 1937 gemachte Anregung von Brunns 1938 nach Karl Sudhoff benannt wurde.
Bereits ab 1930 war er korrespondierendes Mitglied der Königlich-Ungarischen Gesellschaft der Ärzte in Budapest. 1935 wurde er Mitglied der Deutschen Akademie der Naturforscher Leopoldina, deren Vizepräsident er von 1947 bis 1951 war. 1936 übernahm er die Redaktion von Sudhoffs Archiv. Im Jahr 1941 erhielt er die Sudhoff-Plakette der Deutschen Gesellschaft für Geschichte der Medizin, Naturwissenschaft und Technik. 1951 wurde er zudem Ehrenmitglied der Chirurgisch-medizinischen Gesellschaft und der Deutschen Vereinigung für Geschichte der Medizin. Seine 1928 publizierte Kurze Geschichte der Chirurgie ist ein Standardwerk der Chirurgiegeschichte. Gestützt auf Arbeiten Karl Sudhoffs und fachgeschichtlich orientiert, ging er darin von einer nicht in jedem Fall belegbaren stetigen Weiterentwicklung des chirurgischen Wissens seit dem 12. Jahrhundert aus.
Er war verheiratet mit Else von Brunn, geborene Range, einer Nichte des Volkskundlers Richard Wossidlo. Der gemeinsame Sohn Walter Albert Leopold von Brunn (1914–1971) war ebenfalls als Medizinhistoriker tätig. Der Astronom Albert von Brunn ist sein Enkel.

## Veröffentlichungen (Auswahl)
- Die Lymphknoten der Unterkieferspeicheldrüse. In: Archiv für klinische Chemie. Band 69, 1902, S. 657–668.
- Die Stellung des Guy de Chauliac in der Chirurgie des Mittelalters. In: Archiv für Geschichte der Medizin. Band 12, 1920, S. 85–100, und Band 13, 1921, S. 65–106.
- Von den Gilden der Barbiere und Chirurgen in den Hansestädten. Barth, Leipzig 1921.
- Der Stelzfuß von Capua und die antiken Prothesen. In: Archiv für Geschichte der Medizin. Band 18, 1926, S. 351–360.
- Kurze Geschichte der Chirurgie. Springer, Berlin 1928; Neudruck ebenda 1973, ISBN 3-540-05953-9.
- Geschichte der Chirurgie (= Geschichte der Wissenschaften: Geschichte der Medizin. Band 3). Universitäts-Verlag, Bonn 1948.

## Genealogie
- Gothaisches Genealogisches Taschenbuch der Adeligen Häuser. Alter Adel und Briefadel. 1921. 15. Jg., Justus Perthes, Gotha 1920, S. 99–100. Digitalisat
- Walter von Hueck, Friedrich Wilhelm Euler et al.: Genealogisches Handbuch der Adeligen Häuser. B (Briefadel). 1986. Band XVII, Band 89 der Gesamtreihe GHdA, Hrsg. Deutsches Adelsarchiv, C. A. Starke Verlag, Limburg (Lahn) 1986, ISSN 0435-2408, S. 55–59.